# Evolución teísta
La evolución teísta, o el evolucionismo teísta, es un tipo de creacionismo evolutivo, cuyo punto de vista considera que las enseñanzas religiosas generales sobre Dios serían compatibles con la comprensión científica moderna sobre la evolución biológica; así, en la práctica, trata de unir o compatibilizar conceptos de la filosofía cristiana con los conceptos científicos referentes a la evolución del ser humano. La evolución teísta no es en sí misma una teoría científica, sino un rango de puntos de vista sobre cómo la ciencia de la evolución general se relaciona con las creencias religiosas en contraste con los puntos de vista de la creación especial.
Los partidarios de la evolución teísta generalmente armonizan el pensamiento evolutivo con la creencia en Dios, rechazando la tesis de conflicto sobre la relación entre religión y ciencia; sostienen que las enseñanzas religiosas sobre la creación y las teorías científicas de la evolución no tienen por qué contradecirse entre sí al sacar los conceptos literales más mitológicos presentes en la Biblia, considerándolos, más bien, una forma de parábola sobre la creación. 
Así, el teísta evolutivo es aquel que cree que una existencia divina creó e influye en la Tierra y en el origen de la evolución de los seres vivos (no necesariamente debe ser guiada) a través de las leyes de la naturaleza, lo cual no sería incompatible con la evolución propiamente, lo que llevaría a que no se produzca necesariamente una controversia entre creación y evolución al no contradecirse. A partir de ello, la postura de la evolución teísta sería equivalente a la postura del Advaita Vedanta en el hinduismo, respecto de la creencia de un principio creador que ellos denominan Brahman.

## Descripción
La evolución teísta concibe a la ciencia moderna actual como la forma en que el hombre, con sus capacidades otorgadas por Dios, va descubriendo paso a paso la grandeza de la creación. Según el cristianismo, Dios, en su bondad, nos ha proporcionado las capacidades adecuadas para que podamos comprender la naturaleza y regir sobre ella. El Génesis hace hincapié en esa facultad del hombre recibida de la mano de Dios para lograr administrar los recursos (Génesis Cap. 1 v. 26-30). Esto se pone de manifiesto cuando se afirma que Dios colocó al hombre por encima de todo lo creado. El teísta no postula que actualmente exista una base científica para la existencia de Dios, aunque no niega que Dios pueda proporcionarla en su momento o que la ciencia, al evolucionar, llegue por sí misma a esa conclusión. 
Por el momento, el teísta invita a la búsqueda personal de Dios que, según su doctrina y el testimonio de muchos teístas, no tarda en manifestarse al alma que lo anhela por medio de la virtud de la Fe, como particularmente lo explica el Catolicismo en el libro Catecismo de la Iglesia Católica.
Los teístas afirman que en toda la creación del Cosmos y procesos evolutivos, estuvo presente el cálculo de Dios. También tienen la apertura para aceptar hechos sobrenaturales (fuera del ámbito de la ciencias naturales), que son aquellos que están más allá de nuestros propios sentidos y del alcance de nuestros instrumentos científicos, los cuales son limitados.
Así, en términos generales, la evolución teísta y el creacionismo evolutivo creen que, aunque se demostrara la teoría de la macroevolución de los seres vivos, sería irrelevante, ya que el medio que Dios haya usado para lograr su propósito final es solamente un detalle. Por lo tanto, la afirmación que no hubo intervención directa de Dios es lógica para los cristianos, porque ya fue todo calculado de antemano. Incluso algunos teístas creen que, a pesar del orden físico natural que Dios haya establecido, Dios podría haber dejado margen para intervenir en este sistema cuando lo desee, libremente y bajo su criterio, como sucede con los milagros. 
A partir de ello, la evolución teísta considera que la idea de que el neodarwinismo no implica necesariamente al ateísmo y al materialismo, sería una idea errónea. 
A diferencia del creacionismo antievolución, la evolución teísta no intenta interferir en el desarrollo de las ciencias naturales. Debido a ello, la postura manifestada en ella es aceptada sin mayores problemas entre los científicos creyentes en Dios (a diferencia de lo que sucede con el Diseño Inteligente). Así, además del rechazo propio de los grupos religiosos más fundamentalistas y partidarios del creacionismo antievolutivo, la evolución teísta enfrenta solamente las críticas no religiosas provenientes de grupos intelectuales ateos y escépticos, donde se puede mencionar a científicos como Richard Dawkins y el filósofo americano Daniel Dennett, que piensan que el evolucionismo teísta es tan solo un «intento desesperado» final por justificar la existencia del teísmo. Para esto, recurren a la explicación de los memes. Por su parte el común de los teístas creen que está claro que la Biblia no intenta ser un libro científico materialista, sino que su centro es la espiritualidad; por lo tanto, afirman que es absurdo interpretar científicamente el libro del Génesis, así como sería absurdo interpretar literalmente muchas de las parábolas de Jesucristo, que en su carácter simple, esconden profundas verdades espirituales.[cita requerida]
En cambio, otras explicaciones cristianas al evolucionismo teísta, como la del erudito en el libro Génesis John H. Walton, sostienen que los relatos de Adán y Eva contienen un núcleo histórico, pero que, sin embargo, su propósito principal es teológico y simbólico, más que intentar presentar un relato histórico exacto. Walton también señala que el texto parece indicar la existencia de otros seres humanos además de la familia de Adán. Con base en ello, así como en un análisis del idioma hebreo antiguo y del contexto cultural, Walton sostiene que Génesis 1 no describe una creación ex nihilo, y que Génesis 2 debería entenderse más como una «secuela» del primer capítulo de Génesis, en lugar de una recapitulación de los versículos 26-30 del primer capítulo. Walton concluye que Adán y Eva no serían los primeros seres humanos en un sentido literal.  El teólogo William Lane Craig también sugiere que los relatos del Edén tienen una especie de núcleo histórico pero a la vez considera que las narraciones del libro son «mitohistoria».

## ¿Ciencia o religión?
La idea de una evolución teísta es bastante polémica, debido a que en un principio parece ir en contra de las concepciones religiosas y también las científicas. Aceptar esta teoría puede parecer para algunos como algo "peligroso" para un creyente, puesto que algunas corrientes cristianas tienden a interpretar la Biblia de manera literal (fundamentalistas); sin embargo, es bien sabido que en la antigüedad se expresaban con simbolismos y en sentido figurado para poner énfasis en algunos aspectos principalmente en lo referente a la cosmología y cosmogonía. En la antiguedad, ya había personas que interpretaban los relatos del Génesis de maneras alegóricas, como por ejemplo, Filón de Alejandría, aunque bien es cierto que podría haber estado influenciado por ideas platónicas. 
La Biblia es considerada por los cristianos como la «Palabra de Dios» y aseguran que, debido a su naturaleza sagrada, contiene la verdad definitiva. Ahora bien, aceptar la evolución no niega en absoluto los primeros capítulos del Génesis, como así tampoco lo sería perdonar a una persona 491 veces (haciendo alusión al pasaje del Evangelio según Mateo 18:21-35). En el libro del Génesis, el cristiano afirma que su intención no es buscar una explicación científica de la creación material del mundo, sino que busca una manera simple entender la autoridad de Dios, su poder y sabiduría. Si bien no existen pruebas científicas que respalden la teoría y que corroboren que Dios tuvo algo que ver en el proceso evolutivo de las especies, esto tampoco dice nada en contra de Dios, porque existe la posibilidad de que Dios haya configurado el instante inicial del Cosmos para que diera como resultado lo que hay formado en este momento, lo cual para los teístas es de mucha lógica. 
Un ejemplo esclarecedor podría ser el hecho de escribir una secuencia de diez mil números primos en un archivo de computadora. En ese caso no elegimos hacerlo «a mano», sino creando un programa informático que actúe como generador, siendo el resultado el mismo. Con todo derecho podemos afirmar que el programador colocó cada número en su lugar, así de igual manera Dios colocó cada cosa en su lugar, independientemente del medio por el cual lo haya hecho. Esto solo es cuestión de eficiencia y de su criterio, lo cual es totalmente lógico y más siendo un ser de inteligencia superior. Entonces, para los teístas evolucionistas, afirmar que Dios colocó el Sol, los planetas, la Tierra y las estrellas, es totalmente válido y lógico; si para ello utilizó las leyes de la naturaleza como herramienta de la creación.
Cabe mencionar que este punto de vista no cuenta con los requisitos para considerarse una teoría científica; pero tampoco pretende hacerlo a diferencia de otras posturas más radicales, como por ejemplo el diseño inteligente.